# Cryptomorphina
Cryptomorphina es un género de foraminífero bentónico de estatus incierto, aunque considerado perteneciente a la familia Robuloididae, de la superfamilia Robuloidoidea, del suborden Lagenina y del orden Lagenida. Su especie tipo es Cryptomorphina limonitica. Su rango cronoestratigráfico abarcaba desde el Capitaniense (Pérmico medio) hasta el Changshingiense (Pérmico superior).

## Clasificación
Cryptomorphina incluye a las siguientes especies:
- Cryptomorphina hazroensis †
- Cryptomorphina limonitica †